# Katedra Wniebowzięcia Najświętszej Maryi Panny w São Paulo
Katedra Metropolitalna Wniebowzięcia Najświętszej Maryi Panny w São Paulo (port. Catedral Metropolitana Nossa Senhora da Assunção de São Paulo, Catedral Metropolitana lub Catedral da Sé de São Paulo) – rzymskokatolicka katedra w São Paulo. Jest położona w centrum miasta przy Praça da Sé.

## Historia

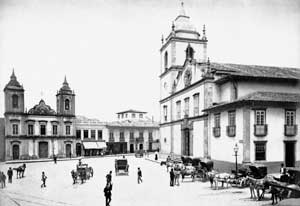
Plac katedralny na fotografii Marca Ferreza z 1880. Po prawej stara katedra

Historia katedry rozpoczyna się w 1589, kiedy to podjęto decyzję o zbudowaniu kościoła w małej  miejscowości São Paulo. Kościół ten, znajdujący się na miejscu obecnej katedry, został ukończony ok. 1616. Gdy São Paulo zostało w 1745 siedzibą diecezji, kościół ten został rozebrany a w jego miejscu rozpoczęto budowę nowego, w stylu barokowym, który ukończono ok. 1764. Kościół ten rozebrano w 1911.
Budowę obecnej katedry rozpoczął (poprzez położenie kamienia węgielnego 6 lipca 1913 Duarte Leopoldo e Silva, pierwszy arcybiskup São Paulo. Projekt budowli w stylu neogotyckim wykonał niemiecki architekt Maximilian Emil Hehl. Prace postępowały powoli. W 1933 wylano posadzki świątyni. Katedrę oddano do użytku w 1954, choć nie miała ona jeszcze wież. Okazją do oddania nieukończonej budowli były obchody 400-lecia założenia miasta. Wieże ukończono w 1967. Otrzymały one patetyczną nazwę „wież ludu”. Był to być może ukłon w kierunku teologii wyzwolenia, jako że do jej czołowych przedstawicieli należeli m.in. duchowni brazylijscy: biskup i teolog Hélder Câmara i arcybiskup São Paulo Paulo Evaristo Arns.
W latach 2000–2002 katedrę po długim okresie zaniedbania poddano kompletnej renowacji. Prace objęły budynek katedry oraz pinaklena wieży i nad nawami. Renowację ułatwiło odnalezienie oryginalnych planów konstrukcyjnych z 1912.

## Architektura
Katedra jest największym kościołem w São Paulo: ma 111 m długości i 46 m szerokości. Jej bliźniacze wieże wznoszą się na wysokość 92 m. Została ona zbudowana na planie krzyża łacińskiego jako budowla pięcionawowa z kopułą na skrzyżowaniu naw.
Do jej budowy użyto ponad 800 ton rzadkich gatunków marmuru. Wystrój jej wnętrza nawiązuje do flory (ananasy) i fauny brazylijskiej (pancerniki).
Katedra może pomieścić 8000 ludzi.

## Krypta

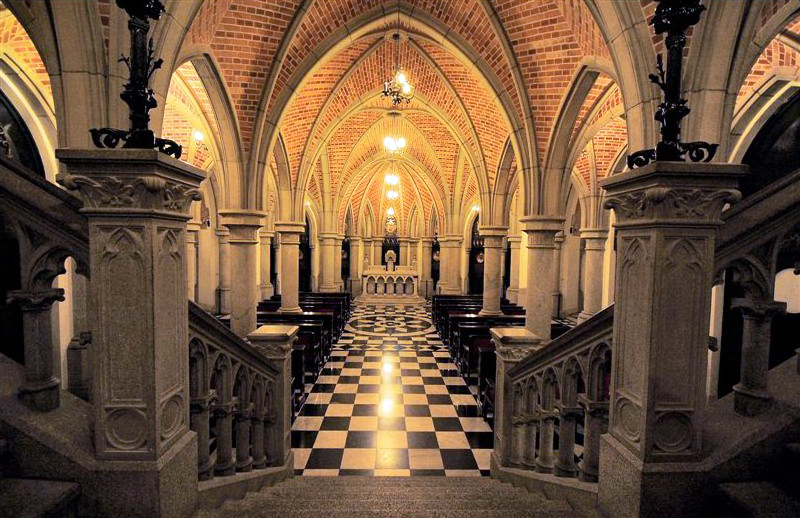
Krypta

Zlokalizowana pod głównym ołtarzem krypta może być, ze względu na duże rozmiary, uważana za podziemny kościół. Jest ona udekorowana marmurowymi rzeźbami dłuta Francisco Leopoldo e Silva, przedstawiającymi dzieje Hioba i św. Hieronima.
W krypcie znajdują się groby wszystkich biskupów i arcybiskupów São Paulo. Na specjalną uwagę zasługują wykonane z brązu grobowce dwóch ważnych postaci historycznych: ojca Diogo Feijó (regenta sprawującego władzę w imieniu niepełnoletniego cesarza Piotra II) i kacyka Tibiriçá (wodza plemienia Guaianaz, który w XVI w. powitał pierwszych jezuitów, przyjął chrzest i przyczynił się do założenia osady São Paulo.

## Organy
Zbudowane w 1954 przez włoska firmę organmistrzowską organy katedralne należą do największych w Ameryce Łacińskiej. Mają 120 głosów (12000 piszczałek) podzielonych na cztery manuały i pedał. Piszczałki zostały ozdobione ręcznie grawerowanymi reliefami w stylu gotyckim.

## Ciekawostki
- katedra jest położona dokładnie w miejscu, przez które przebiega symboliczna linia wyznaczająca zwrotnik Koziorożca.
- do budowy katedry zużyto: 154200 kg białego marmuru z Carrary, 9600 kg zielonego marmuru St. Denis z kamieniołomów w Dolinie Aosty, 74550 kg żółtego marmuru sieneńskiego z kamieniołomów Monte d’Elsa, 166750 kg czerwonego marmuru portassanta z kamieniołomów Caldana w Grosseto, 3164 kg onyksu z Doliny Aosty, 4050 kg porfiru z Egiptu 135 kg malachitu z Kongo, 25 kg lazulitu z Chile i 15 000 kg brązu.
- przy budowie katedry przepracowano 263675 godzin[3]